# Njemačka nogometna Bundesliga
Bundesliga je najviše nogometno klupsko natjecanje u Njemačkoj gdje sudionici u međusobnim srazovima na koncu određuju državnog prvaka.
Izraz Bundesliga se također koristi i u Austriji, kao i za brojna ligaška natjecanja u drugim sportovima u tim dvjema državama.
Njemačka neobičnost se sastoji u tome, što je za razliku od drugih država, krenula dosta kasnije s jedinstvenom nacionalnom ligaškom strukturom. Tek 1963. se formirala Bundesliga, a struktura i organizacija državnih nogometnih liga se često mijenjala sve do današnjeg dana.

## Pregled
Bundesliga se sastoji od dviju liga, 1. Bundeslige i 2. Bundeslige. U svakodnevnom govoru se 1. Bundesligu samo zove "Bundesligom", dok se 2. Bundesligu naziva 2. njemačka nogometna Bundesliga ili Zweite Liga (druga liga, u doslovnom prijevodu), za ju razlikovati od prve lige. 
Druga Bundesliga je nižom ligom od 1. Bundeslige od 1974. godine. 
Bundeslige su profesionalna natjecanja, dok se lige ispod tih dviju natječu u amaterskom svojstvu. Ipak, profesionalizam je počeo nadirati i u Regionalligu, odnosno 3. lige, jer klubovi su počeli potpisivati ugovore s igračima. 
Njemačka nogometna ligaška struktura / 1903. do danas
|        | Njemačka                 | SR Njemačka   | SR Njemačka   | SR Njemačka   | Njemačka      | Njemačka      | DR Njemačka       |
| Razina | 1994. – danas            | 1974. – 1994. | 1963. – 1974. | 1946. – 1963. | 1933. – 1945. | 1903. – 1932. | DDR 1949. – 1991. |
| I      | Bundesliga               | Bundesliga    | Bundesliga    | Oberliga      | Gauliga       | Verbandsliga  | DDR Oberliga      |
| II     | 2.Bundesliga             | 2.Bundesliga  | Regionalliga  | 2.Oberliga    | Bezirksliga   | Bezirksliga   | DDR Liga          |
| III    | Regionalliga             | Am. Oberliga  | 1.Amateurliga | ▼ ???         | ▼ ???         | ▼ ???         | DDR 2.Liga        |
| IV     | Oberliga                 | Verbandsliga  | 2.Amateurliga |               |               |               | Bezirksliga       |
| V      | Landesliga/Verbandsliga1 | Landesliga    | ▼ ???         |               |               |               | ▼ ???             |
| VI     | Bezirksoberliga2         | ▼ ???         |               |               |               |               |                   |
| VII    | Bezirksliga              |               |               |               |               |               |                   |
| VIII   | Kreisliga3               |               |               |               |               |               |                   |
| IX     | Kreisklasse A            |               |               |               |               |               |                   |
| X      | Kreisklasse B            |               |               |               |               |               |                   |
| XI     | Kreisklasse C            |               |               |               |               |               |                   |

1 U nekim područjima se zvala Landesliga, u nekima Verbandsliga.

2 Bezirksoberliga nije uspostavljena u svim krajevima, primjerice u Mittelrhein-u/Srednjem Porajnju.

3 Kreisliga nije uspostavljena u svim krajevima, primjerice u Mittelrhein-u/Srednjem Porajnju.

Ispod razine 2. Bundeslige, lige su uglavnom podijeljene na regionalnoj osnovi. Primjerice, Regionalliga se trenutačno (kolovoz 2006.) sastoji od Sjeverne i Južne divizije (Nord division, Süd division), a Oberliga se sastoji od 9 divizija koje predstavljaju savezne države ili velike gradske ili zemljopisne površine. Razine ispod Oberlige se razlikuju od kraja do kraja. Ligaška struktura se učestalo mijenjala, obično održavavši stupanj sudjelovanja u sportu u raznim dijelovima zemlje. Početkom 1990-ih, promjene su nastale ujedinjenjem Njemačke, i sukladno tome spajanje nacionalnih liga DR i SR Njemačke.
Svaka momčad u Bundesligi mora imati licencu za igrati u ligi, ili će biti izbačeni u regionalne lige. Za dobiti licencu, momčadi moraju biti novčarski zdrave i biti u skladu sa stanovitim standardima ponašanja/ophođenja kao organizacije.

## Momčadi u sezoni 2017./18.
- FC Augsburg
- TSV Bayer 04 Leverkusen
- FC Bayern München
- Borussia Dortmund
- Borussia Mönchengladbach
- Eintracht Frankfurt
- SC Freiburg
- Hamburger SV
- Hannover 96
- Hertha BSC Berlin
- TSG 1899 Hoffenheim
- 1. FC Köln
- RB Leipzig
- 1. FSV Mainz 05
- FC Gelsenkirchen-Schalke 04
- VfB Stuttgart
- SV Werder Bremen
- VfL Wolfsburg

## Momčadi koje su promaknute u Drugu Bundesligu od 1995.
- 1995.: SpVgg Unterhaching, VfB Lübeck, Carl Zeiss Jena, Arminia Bielefeld
- 1996.: VfB Oldenburg, Rot-Weiss Essen, FC Gütersloh, Stuttgarter Kickers
- 1997.: SpVgg Greuther Fürth, Energie Cottbus, SG Wattenscheid 09, 1. FC Nürnberg
- 1998.: SSV Ulm 1846, Rot-Weiß Oberhausen, Hannover 96, Tennis Borussia Berlin
- 1999.: Waldhof Mannheim, Kickers Offenbach, Chemnitzer FC, Alemannia Aachen
- 2000.: LR Ahlen, SSV Reutlingen, 1. FC Saarbrücken, VfL Osnabrück
- 2001.: SV Babelsberg 03, 1. FC Union Berlin, Karlsruher SC, 1. FC Schweinfurt 05
- 2002.: Wacker Burghausen, Eintracht Trier, VfB Lübeck, Eintracht Braunschweig
- 2003.: Jahn Regensburg, SpVgg Unterhaching, Erzgebirge Aue, VfL Osnabrück
- 2004.: Rot-Weiß Erfurt, Rot-Weiss Essen, 1. FC Saarbrücken, Dynamo Dresden
- 2005.: Eintracht Braunschweig, SC Paderborn 07, Kickers Offenbach, Sportfreunde Siegen
- 2006.: FC Augsburg, TuS Koblenz, Rot-Weiss Essen, Carl Zeiss Jena
- 2007: SV Wehen Wiesbaden, TSG 1899 Hoffenheim, FC St. Pauli, VfL Osnabrück
- 2008: Rot Weiss Ahlen, Rot-Weiß Oberhausen, FSV Frankfurt, FC Ingolstadt 04
- 2009: 1. FC Union Berlin, Fortuna Düsseldorf, SC Paderborn 07
- 2010: VfL Osnabrück, FC Erzgebirge Aue, FC Ingolstadt 04
- 2011: Eintracht Braunschweig, Hansa Rostock, Dynamo Dresden

Kao i u drugdje kod najviših liga, sudjelovanje u najvišoj ligi nosi određene povlastice:
- Veći udjel prihoda od TV-prijenosa ide Bundesligašima.
- Bundesligaši privlače značajno više navijača. Prosječna posjećenost kod viših liga je 30.000 po utakmici, što je dvostruko više od prosjeka 2. Bundeslige
- Veća gledanost na utakmicama i prenošenost na televiziji donosi i više unosnih pokroviteljskih ugovora.
- Bundesligaši, pored prihoda od ulaznica, TV-prijenosa, pokrovitelja, imaju znatne prihode i od marketinga u svezi s proizvodima u svezi s klupskim imenom. Veliki prihodi privlače i zadržavaju izvrsne igrače iz tuzemstva i inozemstva, odnosno omogućuju izgradnju prvorazrednih stadiona sa svim pratećim sadržajima.

Bundesliga je novčarska supersila, a 2. Bundesliga je počela evoluirati u sličnom pravcu, jer je počela postajati sve više organizacijski i fiskalno postojanija, odražavajući rastući visoki standard profesionalne razine igre.
Međunarodno, najpoznatiji njemački klubovi su "Bayern" iz Münchena, "Borussia" iz Dortmunda, "Bayer" iz Leverkusena, "Schalke" iz Gelsenkirchena i "Werder" iz Bremena, a svi su u sezoni 2006./07. u prvoj Bundesligi.
Ipak, Hamburger SV je jedini klub koji je neprekidno igrao u Bundesligi od njena utemeljenja 1963.
Po trenutačno važećem natjecateljskom ustavu, koncem sezone, tri najslabije plasirane momčadi ispadaju iz 1. Bundeslige u 2. Bundesligu, a tri prvoplasirane momčadi iz 2. Bundeslige se plasiraju u 1. Bundesligu.
Sezona počinje početkom kolovoza i traje sve do konca svibnja, uz zimsku stanku od šest tjedana (polovica prosinca sve do polovice siječnja). 
Posljednjih godina, utakmice se igralo subotom (7 susreta) i nedjeljom (dvije utakmice). Novim televizijskim ugovorom iz 2006., ponovno će biti jedan susret odigran u petak, umjesto u subotu.

## Povijest

### Rana povijest
Mjesna sportska društva ili klubovi su dugogodišnja pojava kulture njemačke atletike. Svaki klub bi imao odjele, i organizirao momčadi, iz jednog ili više sportova, ovisno o zanimanju lokalne zajednice. Nogomet je bio omiljenom igrom od najranijih vremena te je sukladno tome, njemački sportski zemljovid bio išaran mnoštvom lokalnih nogometnih klubova.
Prije formiranja Bundeslige, njemački nogomet se igrao na amaterskoj razini u mnoštvu regionalnih liga. Prvaci "Oberlige" (Gornje lige) su igrali niz utakmica doigravanja za imati pravo sudjelovati u završnoj utakmici, koja je odlučivala nacionalnog prvaka.
28. siječnja 1900., utemeljen je u Leipzigu državni savez, Deutscher Fussball Bund (DFB odnosno Njemački nogometni savez). Činilo ga je 86 klubova članova. Prvi priznati nacionalni prvak je bio VfB Leipzig koji je pobijedio DFC Prag (7:2) na utakmici odigranoj u Hamburgu 31. svibnja 1903.
Novorođeni njemački savez je dopuštao i momčadima izvan Njemačke sudjelovanje u novostvorenoj ligi, jedini uvjet je bio da budu sportska društva od Nijemaca. Tako je i momčad DFC Prag, iz ondašnje Austro-Ugarske, je sudjelovala u završnici doigravanja njemačkog prvenstva.
Primanjem DFB-a u FIFA-u (Fédération Internationale de Football Association) 1904., klubovima izvan Njemačke više nije bilo dopušteno sudjelovanje u njemačkim natjecanjima.
Od 1903. do 1944., momčadi sudionice su se natjecale za "Viktoria Meisterschaftstrophaee" (prvenstveni trofej "Viktoria"), kojeg je darovao carević prijestolonasljednik Vilim Pruski.  Trofej se izvorno namjeravalo dodjeljivati godišnje i to naizmjence, prvacima po njemačkom nogometnom savezu i nacionalnim ragbijaškim momčadima. Vremenom je nogomet postao prevladavajućim sportom, i trofej je ostao DFB-u. 
Prvenstvo se nije održalo 1904. godine, a prekinuto je i prvim svjetskim ratom, tj. nije se igralo 1914. – 1918., a drugi svjetski rat je prekinuo održavanje prvenstva za vrijeme savezničkog nadzora 1944. – 1945., a prekid se nastavio i u prvoj godini poraća, 1946.
Zadnja momčad koja je osvojila "Viktoriju" je bio "Dresdner SC", koji je pobijedio momčad zračnih snaga, "Luftwaffen SV Hamburg" na berlinskom Olympiastadionu s 4:0, čime je okončano natjecanje za prvaka 1943./44. U neredu pred konac Drugog svjetskog rata, trofej je nestao. Ponovo je nađen desetljećima poslije u jednom istočnonjemačkom sefu, gdje ga je ostavio "Dresden"ov navijač banci na čuvanje. Otad je vraćen DFB-u. U međuvremenu, novu trofej za prvaka je iskovan, "Meisterschale" ("Prvački pladanj"), napravljen 1949.
Godine 1919. bilo je 150 tisuća registriranih nogometaša u Njemačkoj; do 1932. ih je bilo više od milijuna. Unatoč stvaranju nacionalnog saveza, njemački nogomet je držao do ideala amaterizma, izgrađenog oko mjesnih sportskih društava, koji je smatrao da će profesionalizam umanjiti sportskost i sudioništvo malih sredina u igri. 
Ranih 1930-ih, predsjednik DFB-a, Felix Linnemann, ustrajao je na stvaranju profesionalne lige, ili Reichslige, u kojoj bi se najbolje momčadi u državi natjecale za naslov državnog prvaka. Zamisao su odbili pokrajinski savezi, koji su vladali sportom.

### Njemački nogomet za Trećeg Reicha
Nacistički režim se prodro u sve pore društvenog života, uključujući i nogometni sport i natjecanja glede istog. Većina sportskih i nogometnih društava je bila raspuštena ili nadomještena s organizacijama pod nacističkim pokroviteljstvom. Igrač koji je namjeravao pridružiti se klubu iz DFB-a je trebao dobiti preporuke dva nemarksista za dobiti igračku dozvolu. DFB je postupno izgubio svoju neovisnost, jer je bio utopljen u Njemački državni odbor za tjelesni odgoj (u izvorniku: "Deutscher Reichsausschuss für Leibesübungen", kratica: DRA).
Kad je Hans von Tschammer und Osten postao državni sportski vođa, "Reichssportsführer", a na taj položaj su ga stavili nacisti, bivše neovisne sportske organizacije su postale odjelima nove organizacije koja je zamijenila DRA-u (Deutscher Reichsbund für Leibesübungen) (DRL, kasnije NSRL ili Nacional Socialistische Reichsbund für Leibesübungen). Kao u većini njemačkih društava u to vrijeme, sportska udruženja i nogometne momčadi su sudjelovale u "čišćenju" Židova iz tih organizacija, prema naredbama ondašnjih vlasti. Nekolicina klubova, kao što su Alemannia Aachen i Bayern München, su se stavila u potporu odnosno zaštitu njihovih članova, suočeni s ovim djelatnostima.
Natjecateljski sustav njemačkog nogometa je bio preustrojen u 16 Gauea, ili regija, u Gauligu, koja je postojala od 1933. do 1945. godine. Sveukupni učinak je bio pozitivan za njemački nogomet. Prije 1933., skoro 600 klubova se natjecalo za vrh. Preustroj je smanjio broj sudionika u igri za vrh na njih 170, značajno podigavši kakvoću igre i natjecateljsku razinu. Ovo je bio početkom procesa konsolidiranja mnoštva malih pokrajinski liga, što je na koncu dalo snažnu, ujedinjenu strukturu nacionalne lige. 
Natjecanje za Njemački kup je pokrenuto 1935. Početno je bio znan kao Tschammerpokal, prema Reichssportführer Hansu von Tschammeru. Prvi naslov prvaka kupa je pripao 1. FC Nürnbergu. Natjecanje za Tschammerpokal je trajalo do 1943., i nije oživljeno sve do 1953., kada je krenulo pod novim imenom.
Predratno razdoblje je donijelo i povratak njemačkih klubova koji su igrali u nekakvoj ligi organiziranoj u Saarskoj, njemačkoj državi koju su okupirali Francuzi nakon prvog svjetskog rata. Neke od tih momčadi su igrale u francuskoj 2. ligi, primjerice i „FV Saarbruecken” (kasnije preimenovan u „1. FC Saarbrücken”), koji je jedne sezone i bio pobjednikom te lige, ali mu se nije dopustilo sudjelovati u francuskoj 1. ligi.
„FC Schalke 04” je imao prevlast u njemačkom nogometu za vrijeme nacističke vlasti i često ga se koristilo za propagandne svrhe kao primjer nove Njemačke. Kako se Treći Reich širio osvajanjima, momčadi iz Austrije, Poljske, Češke, Elzasa, Lotargije i Luksemburga su bile uključene u Gauligu. Nakon Anschlussa, prisilnog pripojenja Austrije Njemačkoj, bečki je „Rapid” osvojio Tschammerpokal (njemački kup) 1938. i njemačko prvenstvo 1941., i to s pobjedom od 4:3 nad „Schalkeom” koji je vodio s 0:3 još četvrt sata prije kraja utakmice.
Za vrijeme rata, nogomet se koristilo za podizanje morala pučanstvu i bio je imao režimsku potporu. Luftwaffe, SS ili ine vojne organizacije i sustavi su bili pokroviteljima brojnim momčadima. Kako se situacija okretala protiv Njemačke, Gauliga se počela urušavati, jer se igrače počelo sve više pozivati u vojsku, odnosno brojni igrači su bili poginuli u ratu, a stadioni su bili bombardirani, i putovanja su bivala sve teža, nesigurnija i opasnija. Izvornih 16 Gauliga se razbilo u 30 manjih, lokalnijih liga. Kakvoća igre je značajno opala, a rukometni rezultati su bivali sve češća i uobičajenija stvar ; rekord je bila pobjeda „Germanie” iz Mudersbacha od 32:0 nad „Engenom”. Prvenstvo 1943./44. je u početku bilo odgođeno, no kasnije je ipak krenulo, nakon brojnih prosvjeda. Sezona 1944./45. je počela manje od dva tjedna poslije; nije se uzelo tromjesečni ljetni odmor. Zadnji zabilježeni susret u Trećem Reichu je bio 23. travnja 1945., u kojem je „Bayern” pobijedio „TSV-a 1860” s 3:2. Za manje od tri tjedna poslije, Njemačka se bezuvjetno predala Saveznicima.

### Poslijeratni nogomet
Pod savezničkom okupacijom, sve organizacije, uključujući i sportske klubove i društva bila su u početku zabranjena. Ipak, unutar jedne godine, čisto sportskim organizacijama koje nisu imala nikakva politička obilježja, dopustilo se djelovati. Tako je većina prijeratnih klubova bila obnovila rad. Oberliga je nastavila rad u sezoni 1946./47. na pokrajinskoj osnovici, i 1948. je 1. FC Nürnberg pobijedio FC Kaiserlauterna s 2:1, čime je postao prvi poslijeratni državni prvak.
Kao zanimljivost, u to vrijeme nije bilo "nagrade" za koju se igralo. Trofej „Viktoria” kojeg se tradicionalno dodjeljivalo najboljemu, nestao je u kaosu poraća u Njemačkoj. 1949. godine, „Nürnberg” i svi pobjednici od „Vfb Leipziga” 1903. imali su svoja imena ugravirana u novoizljevenom „Meisterschale”, popularno nazvano „salatarom”, prema njegovom obliku.
Natjecanje za Njemački kup, uvedeno nešto prije rata, je obnovljeno, a pobjednici su bili „Rot-Weiss Essen”' s 2:1 nad Alemanniom” iz Aachena 1953.
Tijekom '50-ih, stalno se pozivalo na stvaranje središnje profesionalne lige, ponaosob zato što su takve lige počele odvlačiti najbolje njemačke igrače  iz njemačkih amaterskih liga. Na međunarodnoj razini, njemački nogomet je počeo klipsati kako su njemačke momčadi često loše prolazili protiv profesionalnih momčadi iz inih zemalja. Ključni podupiratelj sheme sa središnjom ligom je bio izbornik njemačke reprezentacije Sepp Herberger koji je rekao, „Ako želimo zadržati međunarodnu kompetitivnost, moramo podignuti očekivanja na nacionalnoj razini”.
Unatoč svemu ovome, Njemačka je, kao SR Njemačka, uspjela osvojiti svoje prvo svjetsko prvenstvo, pobijedivši kao izraziti autsajder izrazitog favorita Mađarsku u završnici s 3:2, i to kao jedina „amaterska” postava kojoj je to uspjelo. Neočekivana pobjeda je dobila ime „Bernsko čudo”. Kao neobičnost tog svjetskog prvenstva valja navesti što je u izlučnim natjecanjima sudjelovala odvojena postava Saarske, odnosno odvojeno je nastupala od Njemačke. Rečena Saarska je tada bila okupirana od strane Francuske i nije bila dijelom SR Njemačke sve dok nije održan plebiscit i dok nisu prošli pregovori o sporazumu. Saarani su dobro odigrali, osvojivši drugo mjesto u svojoj skupini, ispred Norveške, a iza pobjednika skupine – SR Njemačke.
U međuvremenu, u DR Njemačkoj, uspostavljena je odvojena liga, uz formiranje DS-Oberlige (Deutscher Sportausschuss Oberliga or German Sports Association) 1950. Liga je preimenovana u Football Oberliga DFV 1958., a obično ju se nazivalo DDR-Liga ili DDR-Oberliga. U ligi je sudjelovalo 14 momčadi, a dva kluba su ispadala u nižu ligu koncem sezone.

### Osnivanje Bundeslige
Kad je Jugoslavija porazila državnu reprezentaciju 0:1 na SP-u 1962. u Čileu u četvrtzavršnici, pokrenulo se stvari ka formiranju nacionalne lige. Pod predsjednikom DFB-a Hermannom Neubergerom formirana je u Dortmundu 28. srpnja 1962. Bundesliga koja je krenula u sezoni 1963./64. Nova njemačka profesionalna liga je bila modelirana prema već davno uspostavljenoj engleskoj ligi, koja je postojala od 1888.
Do te 1963. njemački je nogomet bio podjeljeniji od same Njemačke koja je bila podijeljena željeznom zavjesom i još prije toga na četiri savezničke okupacijske zone, da se razbije svaka pomisao o ujedinjenoj Njemačkoj po bilo kojoj osnovi. 
Nije bilo jedinstvene njemačke lige, jer se igralo pet regionalnih Oberliga, a onda su tih pet klubova doigravali za državnog prvaka. Tih pet Oberliga ili viših liga bilo je za područja Sjever, Jug, Zapad, Jugozapad i Berlin. DR Njemačka pod sovjetskom okupacijom je zadržala vlastitu ligašku strukturu. 46 klubova se prijavilo za novu ligu. 16 momčadi je bilo izabrano temeljem njihovih rezultata na terenu, gospodarstvenih kriterija, kao i kriterija zastupljenosti Oberliga. 
- iz Oberlige Nord: Eintracht Braunschweig, Werder Bremen, Hamburger SV
- iz Oberlige West: Borussia Dortmund, 1. FC Köln, Meidericher SV (now MSV Duisburg), Preußen Münster, FC Schalke 04
- iz Oberlige Südwest: 1. FC Kaiserslautern, 1. FC Saarbrücken
- iz Oberlige Süd: Eintracht Frankfurt, Karlsruher SC, 1. FC Nürnberg, TSV 1860 München, VfB Stuttgart
- iz Oberlige Berlin: Hertha BSC Berlin

Tako je tek krajem sezone 1962./63. stvorena sasvim profesionalna Bundesliga. No komplikacijama ni onda nije bio kraj. Bio je užasno složen izlučni sustav, u kojem su klubovi su dobivali bodove za rezultate u prvenstvima i kupovima unatrag deset godina, dok je petorima regionalnim prvacima bilo osigurano mjesto. Postojalo je i birokratsko pravilo da nijedan grad ne smije imati dva Bundesligaša.
Prve bundesligaške utakmice su odigrane 24. kolovoza 1963. Prvotni favorit „1. FC Köln” je bio i prvim prvakom Bundesliga, ispred „Meidericher SV”-a i „Eintrachta” iz Frankfurta.

### '60-te
Nova liga je dočekana s velikim entuzijazmom. Posjećenost je bila velika. Ipak, nijedna momčad nije uspjela ostvariti prevlast tijekom '60-ih – u sedam sezona, od 1963./64. do 1969./70., sedam različitih momčadi je osvojilo prvenstvo. 1965./66. je  „Bayern” iz Münchena ušao u 1. ligu. Već 1968./69. su osvojili svoje prvo prvenstvu, započevši tako svoju eru najdominantnije momčadi u bundesligaškoj povijesti.
'60-ih se zbio jedan od najneobičnijih događaja u povijesti Bundeslige. Licenca berlinske „Herthe” je bila opozvana za sezonu 1964./65., čime je klub ispao u nižu ligu, Regionalligu Berlin (Regionallige su onda bile ligaški razred neposredno ispod 1. Bundeslige). Razlog je bio što je klub prekršio liaška pravila igračkih plaća, djelomice i zbog pokušaja takvim načinom privući igrače u Berlin; u to vrijeme se gradio Berlinski zid, a hladnoratovske napetosti su bile velike. Posljednjeplasirani, „Karlsruher” i „Schalke” su pokušali izbjeći ispadanje, tražeći za se „Herthino” mjesto. Na koncu se odlučilo da te sezone neće nitko ispadati i da će se iduće sezone broj sudionika 1. lige povećati sa 16 na 18, čime se dalo mjesta momčadima koje bi inače ispale u Regionallige. Hladnoratovska politika je dovela do toga da se ostavilo za berlinski klub koji bi nadomjestio „Herthu”, a sve iz znaka solidarnosti s bivšim glavnim gradom. Kao posljedica, uslijedilo je ulaženje „Tasmanie 1900”, koja je pretrpjela najgoru sezonu u bundesligaškoj povijesti.
SR Njemačka je na SP-u 1966. ušla u završnicu, izgubivši s 4:2 od domaćina u produžetcima, ponajviše zbog čudnog pogotka.

### '70-te
Mlada liga je u svom prvom desetljeću upala u probleme zbog skandala. Slučaj je bio kada je predsjednik "Kickersa" iz Offenbacha Horst Gregorio Canellas predočio dokaze o igračima koji su bili podmićeni u svrhu utjecaja na ishod utakmica. Optužbe su se proširila na nekoliko klubova, uključujući "Arminiu" iz Bielefelda, "Herthu", "Schalke" i "Kölna". Skandal je prouzročio strahotni pad povjerenja u Bundesligu, što je rezultiralo padom u posjećenosti utakmica. DFB-ove istrage su dovele do toga da su uslijedile brojne zabrane mnogim igračima; nekima su presude bile preinačene. "Arminia" iz Bielefelda je okvalificirana kao središnji klub u cijelom skandalu, i sukladno tome, oduzeti su joj svi bodovi koje je osvojila tijekom sezone 1971./72. i kažnjena je izbacivanjem u nižu ligu.
Entuzijazam za natjecanje je vraćeno osvajanjem naslova prvaka na SP-u 1974., kao i prvim naslovima europskih prvaka koje su osvojili bundesligaši ("Bayern" 1973./74., 1974./75. i 1975./76., te "Borussia" iz Mönchengladbacha Kup UEFA 1974./75.). Gledanost je porasla nakon što je korupcijski skandal okončao. Istovremeno, veća gledanost je dala nekolicini momčadi jaku podlogu za privući prve inozemne zvijezde u Bundesligu u sezoni 1977./78.
Dva kluba su dominirala Bundesligom '70-ih: "Borussia" Mönchengladbacha i "Bayern" iz Münchena. "Borussia" je bila prva momčad koja je obranila naslov prvaka (1970./71.). "Bayern" je bio prvi klub koji je osvojio tri uzastopna naslova prvaka: 1971./72., 1972./73. i 1973./74. "Borussia" je uzvratila sa svoja tri uzastopna naslova. Uslijedili su "Kölnovi" i "HSV-ovi" naslovi, a "Bayern" je zaključio desetljeće, kojeg je, kao i "Borussia", okončao s četiri naslova.

### '80-te
'80-te su bile nešto slabije desetljeće za Bundesligu. Postojao je opći pad gledanosti utakmica; po susretu je, primjerice, u najslabijoj sezoni, 1985./86., je bilo 17.600 gledatelja po utakmici, za razliku od 1977./78., kada je bilo 26.000 gledatelja po utakmici (najboljoj sezoni od 1964./65.).

Njemački nogomet je bio pogođen sveeuropskim problemom širećeg huliganstva i pojavom neonacističkih navijačkih skupina. 

Utakmice u domaćem prvenstvu su postale grubi fizički sukob, lišen svih igračkih zvijezda kakve su navijači uživali gledati prijašnjih desetljeća. Najbolji njemački igrači su u pravilu odlazili igrati u Italiju, u Serie A, kod bogatih talijanskih klubova.

„Bayernova” prevlast u Bundesligi se potvrdila sa šest od deset naslova '80-ih.

Konac desetljeća je donio temeljite promjene Bundesligi. Liga je potpisala svoj prvi veliki televizijski ugovor, a naziralo se ujedinjenje Njemačke i spajanje nogometnih liga SR i DR Njemačke.

### '90-te
1991., nakon njemačkog nogometnog ujedinjenja, istočnonjemački nogometni savez, je spojen sa zapadnonjemačkim DFB. Istočnonjemački klubovi su bili raspoređeni i dodijeljeni raznim razinama zapadnonjemačke ligaške strukture, koja je bila prilagođena za prihvatiti dolazak novih klubova. U tu svrhu, Bundesliga se privremeno proširila na 20 klubova u sezoni 1991./92., dodavši DDR-Oberligaine najbolje klubove,  „Dynama” iz Dresdena i  „Hansu” iz Rostocka. Iduće sezone se Bundesliga vratila na stari format od 18 klubova; dražđanski klub je uspio ostati, dok je rostočki ispao. Ove dvije momčadi su nastavile se povremeno pojavljivati u Bundesligi tijekom 1990-ih. Jedini istočnonjemački klubovi, koji su još uspili plasirati se u 1. ligu su  „FC Energie” iz Cottbusa i  „VfB Leipzig”, dok je 6 njih igralo u 2.Bundesligi.
Novi sustav bodovanja se počeo primjenjivati 1995./96. Za pobjedu se od tad dobiva tri, umjesto dotadanja dva, kao što se počelo činiti diljem Europe tada (u svrhu obeshrabrivanja namještanja utakmica i prvenstvenih plasmana igranjem neriješenih utakmica).
Od početka '90-ih, Bundesliga je počela opet uživati sve veću popularnost u Njemačkoj. To je djelimice bilo i zbog uspjeha njemačke postave na SP 1990. i EP 1996. Također, Bundesliga je počela odvažnije nastupati marketinški, kako za sebe, tako i svoje klubove sudionike, sljedeći primjer inih, poznatijih i izreklamiranijih europskih liga.

### Novo tisućljeće
Do 2001., Bundesliga je bila pod izravnim nadzorom krovnog njemačkog nogometnog subjekta, DFB-a. Ovo se promijenilo stvaranjem Deutsche Fußball-Lige ("DFL", ili "Njemačka nogometna liga"), novim upravnim tijelom njemačkog nogometa, pod čiju su upravu došle Bundeslige. DFL je ostao podređen DFB-u, i vodi profesionalne lige u Njemačkoj i odgovoran je za izdavanje licenca klubovima, opći fiskalni nadzor na Bundesligama te za marketinška prava za prve dvije lige.
Od pokretanja Bundeslige 24. kolovoza 1963., 49 klubova je igralo u Bundesligama. Za pomoći obilježiti 40-tu obljetnicu lige, dva kluba, s istaknutom bundesligaškom poviješću su se srela u utakmici na taj nadnevak, 2003. godine. "HSV", znan i kao "dinosaur", jer je bio jedini klub koji je igrao u svakoj sezoni otkad postoji liga, i "Bayern", najuspješniji njemački klub, koji je onda upravo bio osvojio svoj 17. naslov prvaka.
2005., njemački nogomet je opet pogodio skandal s namještanjem rezultata, u kojem je bio optužen drugoligaški sudac Robert Hoyzer, koji je priznao da je sudjelovao u tim radnjama u 2. Bundesligi, njemačkom kupu i Regionalligi III. Od bitnijih susreta iz kupa, radilo se u susretu 1. kola između niželigaša "Paderborn" i prvoligaškog velikana "HSV"-a 21. kolovoza 2004. Hamburški klub je izgubio s 2:4 na jedanaesterce i uz crveni karton, čime je ispao iz unosnog natjecanja.
Hoyzeru je doživotno zabranjen pristup nogometnim organizacijama, uz zatvorsku kaznu od 29 mjeseca. Uskoro je prozvao još neke službene osobe, igrače, kao i skupinu hrvatskih kladioničara, što je dovelo do daljnje istrage. Do konca 2005., pokazalo se da skandal nije izravno uvlačio uključivao Bundesligu, a potvrđen je za niže lige:
- sudcu Dominiku Marksu je doživotno zabranjen pristup nogometnim organizacijama, a dobio je 18-mjesečnu kaznu zbog njegove uključenosti u ove radnje
- igrač Jürgen Jansen je dobio kaznu i 9-mjesečnu kaznu zbog primanja mita danih u svrhu utjecanja na utakmice kad je igrao
- tri hrvatska sudionika, koji su vukli konce u ovoj mreži, dobili su kazne od 35 mjeseca do 12 mjeseca suspenzije
- sudac Torsten Koop je dobio tromjesečnu zabranu zbog nepravovremene prijave nedopuštenog pristupa sudcu Hoyzeru
- HSV je presuđena naknada u iznosu od 2 milijuna eura zbog njegova prisilna rana ispadanja iz njemačkog kupa, a planira se dosuditi naknade za još neke pogođene klubove
- nakon revizije, naređeno je ponavljanje većeg broja niželigaških utakmica
- jedan broj promjena je sproveden u svrhu osiguravanja većeg i boljeg nadzora sudaca i službenih osoba

Unatoč skandalu, Bundesliga je nastavila postizati rekorde gledanosti. U 43. sezoni, ukupna gledanost je bila 12,48 milijuna u 306 utakmica za prosječnih 40.775 po utakmici, što je iznosilo godišnji porast od 7,9 %, čime je sezona 2005./06. već petu uzastopnu godinu postignut rekord. Ova brojka čini Bundesligu najgledaniju nacionalnu nogometnu ligu na svijetu po gledanosti po utakmici. Po istom kriteriju, druga je među velikim profesionalnim sportskim ligama na svijetu, zaostajući samo za NFL ligom američkog nogometa u SAD-u. Najgledaniji klubovi su bili : "Borussia" (Dortmund) 72.850; "Bayern" 67.214; "Schalke" 61.177; "HSV" 53.298. Vrhunac za ligu je dosegnuo vrhunac pred svjetsko prvenstvo 2006. u Njemačkoj. Radi pripreme za to prvenstvo je poduzet ambiciozni program unaprjeđenja i dogradnje stadiona.
U sezoni 2005./06., "Bayern" je postao prvi klub u Bundesligi koji je obranio dvostruku krunu, državnog prvaka i osvajača kupa.
Jedan od problema s kojima se susreće liga jesu rezultati i sudbina klubova iz bivše DR Njemačke, koji se ne uspijevaju nositi s gospodarski snažnijim klubovima iz SR Njemačke. Zbog činjenice što nisu uspjeli privući bogate pokrovitelje, nisu više mogli zadržati igrače iz vlastitih nogometnih škola. Drugi problem s kojim se sreću je igranje na stadionima u iznimno lošem stanju. Samo 4 od 36 klubova u prve dvije lige su iz bivše DR Njemačke. Konkretno, u sezoni 2006./07., troje igraju u 2. Bundesligi, dok četvrti, "Energie Cottbus" su se uspjeli plasirati u 1. Bundesligu 2006./07. U pripremama za SP 2006., pokušalo se ravnomjerno rasporediti mjesta održavanja susreta između njemačkog istoka i zapada. Međutim, organizatori su se morali susresti s okrutnom zbiljom, jer nije bilo dostatnih nogometnih kapaciteta s popratnim sportskim sadržajima i svom ostalom podgradnjom i nadgradnjom koja je potrebna za ugostiti sudionike jednog ovakvog događaja (hoteli, restorani, raznorazni objekti namijenjeni posjetiteljima), i na koncu konca prometna podgradnja i nadgradnja. Na koncu se njemački istok puno manje predstavio svijetu, te je samo jedan grad dobio domaćinstvo, Leipzig. Situacije samo odpovjeda okolnostima u širem kontekstu, glede ujedinjenja Njemačke i osjećaja koje brojni "Ossiji"s imaju prema zapadnim sunarodnicima.

## Istaknuti prvaci
2004. je uveden počasni naslov "Verdiente Meistervereine" ("istaknuti prvaci"), sljedeći običaj kojeg je imao talijanski Juventus, radi odavanja priznanja klubovima koji su osvojili velik broj prvenstava ili inih naslova. Počasni naslov je označen sa zlatnom zvijezdom na klupskom grbu i majicama. Svaka država drukčije vrednuje ovo, tako i Njemačka daje jednu zvijezdu za tri naslova, dvije zvijezde za pet naslova, tri zvijezde za deset naslova.
- ♦♦♦♦ Bayern (27)
- ♦♦ Borussia (Mönchengladbach) (5)
- ♦♦ Borussia (Dortmund) (5)
- ♦ Werder Bremen (4)
- ♦ Hamburger SV (3)
- ♦ VfB Stuttgart (3)

Bivši istočnonjemački prvak "Dynamo" iz Berlina je polagao također pravo na tri zvjezdice, jer je bio deseterostruki prvak DR Njemačke. Obratili su se ligi s tim zahtjevom, tako da im se vrednuju ti prvački naslovi, ali nisu primili odgovora. "Dynamo" je stoga uzeo stvari u svoje ruke i na svojim majicama je zašio tri zvjezdice. Ovo je prouzročilo rasprave o stvarnoj zaslužnosti tih naslova, zbog naravi prvenstva DR Njemačke, jer je isto bilo pod patronatom tajne policije, Stasija. Ovo pitanje pogađa i ine bivše istočnonjemačke prvake. U studenom 2005., njemački nogometni savez je dopustio svim bivšim prvacima, koji igraju izvan Bundeslige, odnosno onima koji ne igraju u prve dvije lige, nositi jednu zvijezdu s brojem naslova upisanim na njoj. Greuther Fürth je neslužbeno stavio tri srebrne zvijezde za predratne naslove unatoč tome što nastupa u 2. Bundesligi

## Pravila lige
Njemačkim prvakom se postaje isključivo sudjelovanjem u Bundesligi. U istoj se igra po dvokružnom liga-sustavu, jednom na svom, domaćem terenu, i jednom na gostujućem terenu. 

U početku, pobjeda se bodovala s dva boda, neriješeno jednim bodom, a poraz nije donosio bodove. Od sezone 1995./96., pobjeda se boduje s 3 boda; pravilo se počelo uvoditi diljem Europe, za izbjeći učestala sumnjiva odigravanja utakmica neriješenim ishodom, što je bilo isplativo svim umiješanim stranama, a ugrožavalo je regularnost natjecanja. 

Klub koji osvoji najviše bodova na koncu sezone postaje prvakom. Trenutačno, prva tri kluba na ljestvici izravno se kvalificiraju za skupinski krug natjecanja Lige prvaka, dok četvrto plasirani u 3. kvalifikacijski krug Lige prvaka. Dvije najslabije plasirane momčadi ispadaju iz lige u nižu, 2. Bundesligu, dok prve dvije iz 2. Bundeslige se plasiraju u 1. Bundesligu, u kojoj se natječu iduće sezone. Dok treća najslabija momčad iz 1. Bundeslige i treća najbolja momčad iz 2. Bundeslige razigravaju za plasman sljedeće sezone u 1. Bundesligi. 
Ako momčadi imaju isti broj bodova, viši plasman se dobiva po idućim kriterijima:
1. razlika pogodaka za cijelu sezonu
2. ukupan broj pogodaka postignutih u cijeloj sezoni
3. međusobni susreti (bodovi u međusobnim susretima)
4. međusobna razlika pogodaka

Ako su klubovi i dalje izjednačeni po ovim kriterijima, igra se jedan susret na neutralnom terenu. Pak, ovo nije bio slučaj do danas u Bundesligi (stanje u svibnju 2021.).

### Promjene u strukturi lige
- broj klubova:
  - 1963. – 1965.: 16
  - 1991./92.: 20, kad su bile ujedinjene lige SR i DR Njemačke, nakon njemačkog ujedinjenja
  - sve ostale sezone: 18
- broj klubova koji je ispadao iz lige (automatsko ispadanje naznačeno posebno):
  - 1963. – 1974.: 2, razigravalo se za opstanak
  - 1981. – 1991.: 2 automatski, 16-plasirani u 1. ligi je igrao protiv trećeplasiranog drugoligaša za konačno mjesto
  - 1991./92.: 4
  - od 1992.: 3

### Sudjelovanja u europskim natjecanjima i ispadanja (stanje 2011./12.)
- 1. mjesto: prvak
- 1. – 3. mjesta: faza po skupinama Lige prvaka
- 4. mjesto: 3. pretkolo Lige prvaka. Pobjednici ove etape idu u fazu po skupinama; poraženi nastavljaju natjecanje u Kupu UEFA.
- osvajači njemačkog kupa: kvalificiraju se izravno u Kup UEFA, neovisno o plasmanu u ligi
  - ako osvajač kupa izbori pravo nastupa u Ligi prvaka, poraženi finalist ulazi u Kup UEFA. Primjerice, njemački drugoligaš "Alemannia" iz Aachena je izgubila od "Werdera" iz Bremena u završnici kupa 2003./04., izborila je pravo nastupa u Kupu UEFA 2004./05., jer je "Werder" se plasirao u Ligu prvaka kao pobjednik 1. Bundeslige
  - ako se oba sudionika završnice kupa plasiraju u Ligu prvaka, to mjesto u Kupu UEFA se dobiva temeljem nastupa u 1. Bundesligi. Primjerice, jer je tako završnica kupa 2004./05. imala za sudionike "Bayerna" i "Schalkea", prvaka i doprvaka, šestoplasirani "Bayer" iz Leverkusen je stekao pravo sudjelovanja u Kupu UEFA u sezoni 2005./06.
- 5. i 6.: sudjelovanje u Europskoj ligi
- 16 mjesto: relegacija, igra se dvije utakmice s trećim iz 2. Bundeslige
- 16. i 18. mjesta: ispadaju u 2. Bundesligu

Do tri ina prvoligaška kluba može sudjelovati u Intertoto kupu, a prioritet se određuje prema položaju na konačnoj ljestvici.
Broj njemačkih klubova koji mogu sudjelovati u UEFA-inim natjecanjima je određen obrascem koji uzima u obzir rezultate klubova iz Njemačke u prijašnjih 5 godina (znanih i kao ljestvica UEFA-inih koeficijenata).

### Pravo sudjelovanja u eur. kupovima – povijest
- Kup europskih prvaka/Liga prvaka:
  - do i uključujući 1996./97.: samo prvak
  - 1997. – 1999.: prve dvije momčadi
  - 1999. – danas: prve dvije momčadi automatski idu u prvu fazu natjecanja po skupinama (od 2003./04. je samo jedna faza). Ovisno o položaju na ljestvici UEFA-inih koeficijenata, jedan ili dva kluba ulaze u treći izlučni krug; pobjednici idu dalje u fazu po skupinama.

- Kup UEFA:
  - Od sezone 1999./2000., pobjednik njemačkog kupa automatski se kvalificira za ovo natjecanje. Ovisno o njemačkom stanju s UEFA-inima koeficijentima, može ući još od 0 do 3 dodatna sudionika. Otkako je Kup kupova ugašen, odnosno, spojen u Kup UEFA poslije 1998./99., DFB je dobio pravo na najmanje tri kluba u taj kup, a mogao je najviše imati četiri predstavnika, koliko najviše može jedan europski nogometni savez. Klubovi koji uđu preko Intertoto kupa ili UEFA-ina sustava "Fair Play"-a nisu dijelom računice koja obuhvaća nacionalnu kvotu. UEFA-ini koeficijenti za DFB od 2005./06. su dopuštali da tri njemačka prvoligaša sudjeluju u Intertoto kupu, koliko je najviše i moguće. Za sezonu 2005./06., DFB je dobio još jedno mjesto temeljem UEFA-ina ždrijeba preko nagradnog sustava "fair-playa"; ovo mjesto je dobio "Mainz 05" kao najviše rangirani klub po ljestvici "fair-playa" među klubovima koji nisu izborili pravo nastupa u europskim kupovima.
- Kup pobjednika kupova (ugašen 1999.):
  - osvajač DFB-ova pokala je nekad odlazio u Kup kupova, a danas ide izravno u Kup UEFA

## Prvaci
Zaključno sa sezonom 2023./24., ukupno 13 klubova su osvojila njemačko prvenstvo ne uključujući prvenstvo Istočne Njemačke. FC Bayern München ima 32 naslova. Slijede Borussia Dortmund i Borussia Mönchengladbach sa po pet naslova.
Bayer 04 Leverkusen je u sezoni 2023./24. branitelj naslova.

### Ostali rekordi
- najviše autogolova: Manfred Kaltz, Hamburger SV – 6.
- najstariji igrač koji je bio nastupao:  Klaus Fichtel, Werder Bremen (43 g.).
- najmlađi strijelac:  Nuri Sahin, Borussia Dortmund (16 g. i 335 dana).
- najviše crvenih kartona: Jens Nowotny (8), Stefan Effenberg, Sergej Barbarez i Torsten Kracht (7).
- najviše pogodaka postignutih s 11 metara: Manfred Kaltz (53 pogotka, uz 7 promašenih jedanaesteraca).

- vratar s najviše primljenih pogodaka: Eike Immel – 829 (u 534 utakmice).
- vratar s najviše utakmica bez primljenih pogodaka: Oliver Reck – 173  (u 471 utakmici).
- najviše naslova osvojenih kao igrač: Mehmet Scholl – 8
- najviše naslova osvojenih kao trener: Udo Lattek – 8
- najviše utakmica kao trener: 820 by Otto Rehhagel, slijedi Erich Ribbeck s 569.
- najgora momčad: "Tasmania 1900 Berlin" (1965./66.)

## Rekordi

### 10 najboljih strijelaca svih vremena
1. Gerd Müller (1965. – 1979.) 365 pogodaka
2. Klaus Fischer (1968. – 1988.) 268 pogodaka
3. Jupp Heynckes (1965. – 1978.) 220 pogodaka
4. Gary Millsopp (1969. – 1990.) 220 pogodaka
5. Ulf Kirsten (1990. – 2003.) 182 pogotka
6. Stefan Kuntz (1983. – 1999.) 179 pogodaka
7. Klaus Allofs (1975. – 1993.) 177 pogodaka
8. Dieter Müller (1973. – 1986.) 177 pogodaka
9. Hannes Löhr (1964. – 1977.) 166 pogodaka
10. Karl-Heinz Rummenigge (1974. – 1984.) 162 pogotka

### 10 igrača s najviše nastupa
1. Karl-Heinz Körbel (1972. – 1991.) 602 utakmice
2. Manfred Kaltz (1971. – 1991.) 581 utakmica
3. Klaus Fichtel (1965. – 1988.) 552 utakmice
4. Mirko Votava (1976. – 1996.) 546 utakmica
5. Klaus Fischer (1968. – 1988.) 535 utakmica
6. Eike Immel (1978. – 1995.) 534 utakmice
7. Willi Neuberger (1966. – 1983.) 520 utakmica
8. Michael Lameck (1972. – 1988.) 518 utakmica
9. Uli Stein (1978. – 1997.) 512 utakmice
10. Stefan Reuter (1985. – 2004.) 502 utakmice

- Oliver Kahn je pred sezonu 2006./07. imao 499 nastupa

## Vanjske poveznice
- DFB – Deutsche Fussball Bund
- Forum o Bundesligi

| Njemačka nogometna Bundesliga | Njemačka nogometna Bundesliga |
| --- | ----------------------------- |
| |                               |
| 1963./64. • 1964./65. • 1965./66. • 1966./67. • 1967./68. • 1968./69. • 1969./70. 1970./71. • 1971./72. • 1972./73. • 1973./74. • 1974./75. • 1975./76. • 1976./77. • 1977./78. • 1978./79. • 1979./80. 1980./81. • 1981./82. • 1982./83. • 1983./84. • 1984./85. • 1985./86. • 1986./87. • 1987./88. • 1988./89. • 1989./90. 1990./91. • 1991./92. • 1992./93. • 1993./94. • 1994./95. • 1995./96. • 1996./97. • 1997./98. • 1998./99. • 1999./00. 2000./01. • 2001./02. • 2002./03. • 2003./04. • 2004./05. • 2005./06. • 2006./07. • 2007./08. • 2008./09. • 2009./10. 2010./11. • 2011./12. • 2012./13. • 2013./14. • 2014./15. • 2015./16. • 2016./17. • 2017./18. • 2018./19. • 2019./20. 2020./21. • 2021./22. • 2022./23. • 2023./24. • 2024./25. • |                               |

| Njemačka nogometna Bundesliga | Njemačka nogometna Bundesliga |
| --- | ----------------------------- |
| |                               |
| 1963./64. • 1964./65. • 1965./66. • 1966./67. • 1967./68. • 1968./69. • 1969./70. 1970./71. • 1971./72. • 1972./73. • 1973./74. • 1974./75. • 1975./76. • 1976./77. • 1977./78. • 1978./79. • 1979./80. 1980./81. • 1981./82. • 1982./83. • 1983./84. • 1984./85. • 1985./86. • 1986./87. • 1987./88. • 1988./89. • 1989./90. 1990./91. • 1991./92. • 1992./93. • 1993./94. • 1994./95. • 1995./96. • 1996./97. • 1997./98. • 1998./99. • 1999./00. 2000./01. • 2001./02. • 2002./03. • 2003./04. • 2004./05. • 2005./06. • 2006./07. • 2007./08. • 2008./09. • 2009./10. 2010./11. • 2011./12. • 2012./13. • 2013./14. • 2014./15. • 2015./16. • 2016./17. • 2017./18. • 2018./19. • 2019./20. 2020./21. • 2021./22. • 2022./23. • 2023./24. • 2024./25. • |                               |

| Njemačka nogometna Bundesliga 2024./25. | Njemačka nogometna Bundesliga 2024./25. |
| --- | --------------------------------------- |
| |                                         |
| Augsburg • Bayer Leverkusen • Bayern München • VfL Bochum • Borussia Dortmund • Borussia Mönchengladbach • Eintracht Frankfurt • Freiburg • Heidenheim • Hoffenheim • Holstein Kiel • Mainz • RB Leipzig • FC St. Pauli • VfB Stuttgart • Union Berlin • Werder Bremen • Wolfsburg |                                         |

| Njemačka nogometna Bundesliga 2024./25. | Njemačka nogometna Bundesliga 2024./25. |
| --- | --------------------------------------- |
| |                                         |
| Augsburg • Bayer Leverkusen • Bayern München • VfL Bochum • Borussia Dortmund • Borussia Mönchengladbach • Eintracht Frankfurt • Freiburg • Heidenheim • Hoffenheim • Holstein Kiel • Mainz • RB Leipzig • FC St. Pauli • VfB Stuttgart • Union Berlin • Werder Bremen • Wolfsburg |                                         |

| Najbolji strijelci Bundeslige | Najbolji strijelci Bundeslige |
| --- | ----------------------------- |
| |                               |
| 1964.: Seeler · 1965.: Brunnenmeier · 1966.: Emmerich · 1967.: Emmerich/G. Müller · 1968.: Löhr · 1969.: G. Müller · 1970.: G. Müller · 1971.: Kobluhn · 1972.: G. Müller · 1973.: G. Müller · 1974.: Heynckes/G. Müller · 1975.: Heynckes · 1976.: Fischer · 1977.: D. Müller · 1978.: D. Müller/G. Müller · 1979.: Allofs · 1980.: Rummenigge · 1981.: Rummenigge · 1982.: Hrubesch · 1983.: Völler · 1984.: Rummenigge · 1985.: Allofs · 1986.: Kuntz · 1987.: Rahn · 1988.: Klinsmann · 1989.: Allofs/Wohlfarth · 1990.: Andersen · 1991.: Wohlfarth · 1992.: Walter · 1993.: Kirsten/Yeboah · 1994.: Kuntz/Yeboah · 1995.: Basler/Herrlich · 1996.: Bobić · 1997.: Kirsten · 1998.: Kirsten · 1999.: Preetz · 2000.: Max · 2001.: Barbarez/Sand · 2002.: Amoroso/Max · 2003.: Christiansen/Élber · 2004.: Ailton · 2005.: Mintál · 2006.: Klose · 2007.: Gekas · 2008.: Toni · 2009.: Grafite · 2010.: Džeko · 2011.: Gómez · 2012.: Huntelaar · 2013.: Kießling · 2014.: Lewandowski · 2015.: Meier · 2016.: Lewandowski · 2017.: Aubameyang · 2018.: Lewandowski · 2019.: Lewandowski · 2020.: Lewandowski · 2021.: Lewandowski · 2022.: Lewandowski · 2023.: Füllkrug / Nkunku · 2024.: Kane |                               |

| Najbolji strijelci Bundeslige | Najbolji strijelci Bundeslige |
| --- | ----------------------------- |
| |                               |
| 1964.: Seeler · 1965.: Brunnenmeier · 1966.: Emmerich · 1967.: Emmerich/G. Müller · 1968.: Löhr · 1969.: G. Müller · 1970.: G. Müller · 1971.: Kobluhn · 1972.: G. Müller · 1973.: G. Müller · 1974.: Heynckes/G. Müller · 1975.: Heynckes · 1976.: Fischer · 1977.: D. Müller · 1978.: D. Müller/G. Müller · 1979.: Allofs · 1980.: Rummenigge · 1981.: Rummenigge · 1982.: Hrubesch · 1983.: Völler · 1984.: Rummenigge · 1985.: Allofs · 1986.: Kuntz · 1987.: Rahn · 1988.: Klinsmann · 1989.: Allofs/Wohlfarth · 1990.: Andersen · 1991.: Wohlfarth · 1992.: Walter · 1993.: Kirsten/Yeboah · 1994.: Kuntz/Yeboah · 1995.: Basler/Herrlich · 1996.: Bobić · 1997.: Kirsten · 1998.: Kirsten · 1999.: Preetz · 2000.: Max · 2001.: Barbarez/Sand · 2002.: Amoroso/Max · 2003.: Christiansen/Élber · 2004.: Ailton · 2005.: Mintál · 2006.: Klose · 2007.: Gekas · 2008.: Toni · 2009.: Grafite · 2010.: Džeko · 2011.: Gómez · 2012.: Huntelaar · 2013.: Kießling · 2014.: Lewandowski · 2015.: Meier · 2016.: Lewandowski · 2017.: Aubameyang · 2018.: Lewandowski · 2019.: Lewandowski · 2020.: Lewandowski · 2021.: Lewandowski · 2022.: Lewandowski · 2023.: Füllkrug / Nkunku · 2024.: Kane |                               |

| Nogomet u Njemačkoj              | Nogomet u Njemačkoj                                                                           |
| -------------------------------- | --------------------------------------------------------------------------------------------- |
|                                  |                                                                                               |
| Njemački nogometni savez         |                                                                                               |
|                                  |                                                                                               |
| Reprezentacije                   | reprezentacija • do 21                                                                        |
|                                  |                                                                                               |
| Ligaška natjecanja               | 1. Bundesliga • 2. Bundesliga • 3. Liga • Regionalliga • Oberliga • Verbandsliga • Landesliga |
|                                  |                                                                                               |
| Kup natjecanja                   | DFB-Pokal • DFB-Ligapokal                                                                     |
|                                  |                                                                                               |
| Popis klubova • Popis nogometaša |                                                                                               |

| Nogomet u Njemačkoj              | Nogomet u Njemačkoj                                                                           |
| -------------------------------- | --------------------------------------------------------------------------------------------- |
|                                  |                                                                                               |
| Njemački nogometni savez         |                                                                                               |
|                                  |                                                                                               |
| Reprezentacije                   | reprezentacija • do 21                                                                        |
|                                  |                                                                                               |
| Ligaška natjecanja               | 1. Bundesliga • 2. Bundesliga • 3. Liga • Regionalliga • Oberliga • Verbandsliga • Landesliga |
|                                  |                                                                                               |
| Kup natjecanja                   | DFB-Pokal • DFB-Ligapokal                                                                     |
|                                  |                                                                                               |
| Popis klubova • Popis nogometaša |                                                                                               |

| Europske prve nogometne lige (UEFA) | Europske prve nogometne lige (UEFA) |
| ----------------------------------- | --- |
|                                     | |
| Sadašnje                            | Albanija • Andora • Armenija • Austrija • Azerbajdžan • Belgija • Bjelorusija • Bosna i Herzegovina • Bugarska • Cipar • Crna Gora • Češka • Danska • Engleska • Estonija • Farski otoci • Finska • Francuska • Gibraltar • Grčka • Gruzija • Hrvatska • Irska • Island • Italija • Izrael • Kazahstan • Kosovo • Latvija • Litva • Luksemburg • Mađarska • Malta • Moldavija • Nizozemska • Norveška • Njemačka • Poljska • Portugal • Rumunjska • Rusija • San Marino • Sjeverna Irska • Sjeverna Makedonija • Slovačka • Slovenija • Srbija • Škotska • Španjolska • Švedska • Švicarska • Turska • Ukrajina • Wales |
|                                     | |
| Bivše                               | Čehoslovačka • DR Njemačka • Jugoslavija • Sovjetski savez • Srbija i Crna Gora |

| Europske prve nogometne lige (UEFA) | Europske prve nogometne lige (UEFA) |
| ----------------------------------- | --- |
|                                     | |
| Sadašnje                            | Albanija • Andora • Armenija • Austrija • Azerbajdžan • Belgija • Bjelorusija • Bosna i Herzegovina • Bugarska • Cipar • Crna Gora • Češka • Danska • Engleska • Estonija • Farski otoci • Finska • Francuska • Gibraltar • Grčka • Gruzija • Hrvatska • Irska • Island • Italija • Izrael • Kazahstan • Kosovo • Latvija • Litva • Luksemburg • Mađarska • Malta • Moldavija • Nizozemska • Norveška • Njemačka • Poljska • Portugal • Rumunjska • Rusija • San Marino • Sjeverna Irska • Sjeverna Makedonija • Slovačka • Slovenija • Srbija • Škotska • Španjolska • Švedska • Švicarska • Turska • Ukrajina • Wales |
|                                     | |
| Bivše                               | Čehoslovačka • DR Njemačka • Jugoslavija • Sovjetski savez • Srbija i Crna Gora |